# 渤海大学
渤海大学，是位于中国大陆辽宁省锦州市的一所省属公立综合性大学。学校由锦州师范学院和辽宁商业高等专科学校于2000年合并组建而成，合并后的校名为锦州师范学院，后于2003年改名为渤海大学。

## 学校历史沿革

### 锦州师范学院沿革
1950年2月17日，辽西省委省政府决定成立辽西工农速成中学。1958年7月，在工农速成中学基础上，建立锦州师范专科学校。1958年11月20日，锦州师范专科学校升格为锦州师范学院，同时开始招收本科生。 
1959年8月至1962年3月，锦州师范学院经历了两改校名、两改学制，并降格为专科。1962年4月，辽宁工农师专并入锦州师范学院，同时将旅大师专、鞍山师专、抚顺师专、本溪师专、朝阳师专的物理、化学等教研室也并入锦州师范学院，学校正式由三年制专科升格为四年制本科。 
1970年1月8日，辽宁省革委会决定停办锦州师范学院。1973年10月3日，经辽宁省革委会批准，恢复锦州师范学院建制，更名为辽宁第一师范学院锦州分院。 
1978年11月26日，辽宁省转发国家教育部文件，决定辽宁第一师范学院锦州分院恢复原校名锦州师范学院。 

### 辽宁商业高等专科学校沿革
1951年8月，经东北人民政府东北贸易部批准，成立锦州商业技术学校，隶属于辽西省商业厅。 
1961年5月，学校更名为辽宁商业学校。1981年，经国务院批准，辽宁商业学校升格为“辽宁商业高等专科学校”。 

### 合并后
2000年4月5日，辽宁省教育厅、省发展计划委员会、省财政厅、省人事厅、省机构编制委员会办公室联合印发辽教发[2000]3号文件，决定将锦州师范学院与辽宁商业高等专科学校合并，合并后暂定名为锦州师范学院。 
2003年4月23日，教育部下发教发函[2003]141号文件，决定由锦州师范学院与辽宁商业高等专科学校合并的锦州师范学院更名为渤海大学。

## 学校占地范围
渤海大学占地1500亩，总建筑面积50余万平方米，总面积一百万平方米。

## 院系设置
设有研究生学院、文学院、政治与历史学院、数理学院、化学化工与食品安全学院、信息科学与技术学院（软件与服务外包学院）、工学院、经法学院、管理学院、旅游学院、外国语学院、教育与体育学院、艺术与传媒学院、国际交流学院（国际交流学院韩国分院）、马克思主义学院、新能源学院、金融与商贸学院、大学计算机教研部、大学外语教研部、大学体育教研部、高等职业技术学院、海事学院、继续（成人）教育学院及培训学院。

## 师资
渤海大学有专任教师1200人，其中教授200人，博士近400人。专任教师中，有长江学者、国家百千万人才入选者、教育部优秀人才支持计划入选者、辽宁省攀登学者、辽宁省优秀专家、辽宁省优秀人才支持计划入选者、辽宁省“百千万人才工程”百人层次入选者、千人层次入选者、省级优秀科技人才、省级教学名师、省级专业带头人、省级优秀教师等近百人。

## 学科建设
渤海大学有辽宁省重点学科特色项目3个、辽宁省重点学科培育项目7个。有高校重大科技平台1个、省2011协同创新中心1个、省重点实验室4个、省高校重点实验室3个、省工程技术研究中心3个、省工程研究中心2个、省高校人文社会科学重点研究基地1个、省教育科学规划重点研究基地4个、其他省级平台2个。有国家级、省级特色（示范）专业11个，建设国家级、省级精品资源课程37门，国家级、省级精品教材13部，获得国家级、省级优秀教学成果奖60项，居省内高校前列。有7个省级教学团队，有6个省级实验教学示范中心。渤海大学学报（自然科学版）被收录为中国科技核心期刊，渤海大学学报（社会科学版）被评为全国高校优秀学报、辽宁省一级期刊。
“十一五”以来，渤海大学师生主持完成及在研国家“863计划”项目、国家自然科学基金项目、国家社会科学基金项目、科技部、教育部和辽宁省重大科研攻关项目等科研项目1563项，获得国家科技进步二等奖等各类科研成果奖励815项；发表论文8700余篇，被SCI、EI、ISTP等三大检索收录论文898篇；出版专著393部；获得专利90项。2011年至今，共获国家社会科学基金项目12项、国家自然科学基金项目54项、科技部项目4项、教育部人文社科项目及重点科技项目31项。现有省高校创新团队5个，建设了国家火炬计划锦州硅材料及太阳能电池产业基地公共检测中心。
渤海大学基础设施完善，渤海大学图书馆馆藏图书200万册，仪器设备充分满足教学科研需要。校园环境优美，林木葱茏，2010年在搜狐网第二届全国高校最美丽校园评比中位列第八，是全国绿化模范单位、辽宁省造林绿化先进单位和辽宁省安全文明校园。

## 对外交流
渤海大学与美国、德国、英国、日本、韩国、澳大利亚、俄罗斯、哈萨克斯坦、巴基斯坦、布隆迪等国家的63所高等院校、教育机构建立了交流合作关系，接收30个国家的留学生来校学习，互派学者讲学，同时选派中青年教师和优秀学生到国外进修或攻读学位，与布隆迪大学合作建立了孔子学院，首届汉语班已结业。